# Conus nielsenae
Conus nielsenae é uma espécie de gastrópode do gênero Conus, pertencente à família Conidae.